# 맨하탄의 두 남자
맨하탄의 두 남자(Deux Hommes Dans Manhattan, Two Men In Manhattan)는 프랑스에서 제작된 장 피에르 멜빌 감독의 1959년 영화이다.

## 출연
- 장 피에르 멜빌
- 콜렛 프러리
- 모니카 포드
- 빌리 벡
- 바바라 홀